# 채경
채경(蔡京, 1047년 ~ 1126년)는 북송 말의 정치가, 재상, 서도가. 자는 원장(元長). 흥화군 선유현(복건성 보전시 선유현)사람. 행정관료로서 유능하였지만, 권력욕이 강한 인물로 지조가 없었다고 말해지고 있다. 영종 때 채양의 종손으로, 남동생은 채변이고, 채유 등 아들이 몇 명 있었다.

## 생애
그는 희녕 3년(1070년)에 진사시 급제하였다. 당시는 아우 채변의 승진이 빨랐다. 그 때문에 채변이 형 채경을 위해 관직을 미루도록 타진했다는 말이 있었다. 후에 채경도 두각을 나타내고, 신종 조최가 임종할 쯤에는 수도 개봉부의 장관이 되었다.
신종이 붕어하고, 선인태후가 정권을 장악하면서 그 신임을 받았던 구법파의 사마광이 재상으로 취임하게 된다. 사마광은 모역법 폐지와 차역법의 부활을 도모하고, 이것을 5일 이내로 실행하도록 명령했다. 그러나 원래 사마광의 지휘도 기회주의적인 면이 많아서, 사마광이 상정하고 있던 차역법 그 자체가 이미 실현불가능 할 만큼 현실과는 괴리되어 있었다.

### 실각
그 때문에 많은 지방관은 모역법 폐지에 반발했고, 도저히 기일을 지킬 수가 없었다. 그런데 채경은 개봉부라고 하는 가장 곤란한 장소에서 기일에 맞춰 법령의 개폐하고, 사마광을 기쁘게 했다. 그러나 그는 신종 때에는 신법파에 가담하여 신법을 지지하였고, 구법파가 득세하자, 구법을 지지한다고 말한 태도는 구법파의 급선봉이었던 유안세(劉安世), 왕암수(王巌叟) 등에게서도 심한 비판을 받고, 하야하지 않을 수 없었다.
선인태후의 정권도 9년 만에 끝나고, 철종이 친정을 시작하면서, 또 한번 신법이 부활한다. 이때 많은 구법파 관료가 추방되고, 대신하고 신법파 관료가 등용되었다. 당시의 권력자 장돈(章惇)과 증포(曾布)는 열렬한 신법 추진파였고, 신법을 국시라고 간주할 정도로 신법을 추종하였다. 채경에 이러한 권력자들에게 신용을 얻지 못했고, 그 때문에 채경도 눈에 띄었던 활약은 없었다. 그래나 그는 후궁이나 내시와 결탁하여, 스스로의 출세의 실마리를 찾고 있었다고 한다. 또 이 당시에는 이미 아우 채변과의 사이가 소원해져, 그 처와도 자주 다투었다 한다.

### 재등용
철종 황제의 친정도 6년 남짓으로 끝나고, 휘종이 즉위했다. 휘종 초기에는 신종 황제의 황후 흠성헌숙황후 상씨의 수렴청정 하에 신법파와 구법파의 균형을 목적으로 하고 있다. 이때 신구 한충언, 증포를 재상으로서 맞이하고, 채경도 중앙에 복귀했지만, 증포는 채경을 신용하지 않았고, 또 한번 파면되었다. 그러나 상태후가 갑작스럽게 죽고 친정을 시작한 휘종은 채경을 중앙 조정에 복귀시켰다. 여기에는 평소 휘종이 총애하던 내시 동관의 영향이 있었는데, 회화를 좋아하는 휘종이 서화첩을 가지러 동관을 항주에 보내면 채경은 동관을 따라다니며 그의 비위를 맞추었고 연경으로 돌아간 동관은 휘종에게 채경을 추천했다.
휘종 조에 있어서 채경은 16년간 태사(재상)의 지위에 종사할 정도로 권력을 집중하였다. 그에 반대한 자는 신구 양당 어느 쪽을 불문하고 추방하고, 그들을 일괄 구법파라고 몰아서 숙청하였다. 추방된 구법당은 삼백명에 이르렀고, 또한 그 자손도 연좌시켜 과거시험의 자격을 박탈했다. 이렇게 생겨났던 간당의 인명 일람으로 원우붕당비(元祐朋党碑)를 건립하고, 천하에 알리게 했다. 그러나 이 기념비에는 본래 분명히 신법파에 속한 장돈(章惇), 안도(安燾)도 포함되고 있었고, 구법 탄압을 채경의 권력 장악정책으로 이용하였다.
채경은 이 그 밖에도 신법의 이름으로 백성들에게 중과세를 징수하고, 휘종을 즐겁게 하였다. 대토목공사를 통해 왕실의 재정을 탕진 시켰다. 이것은 당시와 후세에도 그를 간신이라고 비판하게 하는 근거가 되었다.

## 최후
휘종 말기에 권력유지의 방편으로 실권은 채경으로부터 그 아들 채유(蔡攸)에게 물려지게 된다. 갑자기로서 발흥한 금과 연대한 북송 정권은 오랜 기간의 염원이었던 연운16주를 요나라로부터 빼앗으려 했다. 그러나 조정은 금나라의 실력을 깔보고, 금나라와 맹약을 몇 번이나 어겼기 때문에, 1125년에 금나라에 공격을 당해 허무하게 북송은 멸망한다(정강의 변).
금군의 침공에 의한 북송의 멸망 직전, 휘종은 장남의 흠종에게 제위를 양위했다. 흠종은 원래 채경 정권을 싫어했고, 여론을 무마할 필요도 있었기 때문에 이강을 등용하여 뒷수습을 하게 한다. 이강은 내시 동관과 채경 등을 유배시키고 사형을 시킨다. 채경은 사형 직전에 병사했다.

## 문학 작품
채경은 호화스러운 생활을 하는 간신으로 묘사된다. 수호전에도 네 명의 간신의 한 사람으로서 고구와 동시에 채경의 이름이 등장한다.
남송 때 책인 《학림옥로》에는 다음과 같은 이야기가 나온다. 채경의 만두 주방에서 일했다던 사람을 한 사대부가 몸종으로 들였는데, 정작 만두를 만들 수 없다고 말했다. 어째서냐고 추궁하자 이렇게 대답했다고 한다: “저는 만두 주방에서 파를 채써는 사람이었으니 만두를 만들 수 없습니다.”

## 같이 보기
- 수호전
- 동관
- 정강의 변